# Любослав Пенев
Любослав Пенев (болг. Любослав Пенев, нар. 31 серпня 1966, Софія) — болгарський футболіст, що грав на позиції нападника. По завершенні ігрової кар'єри — тренер. З 2017 року очолює тренерський штаб команди «Валенсія Месталья». Футболіст року в Болгарії (1988).
Виступав, зокрема, за ЦСКА (Софія) та «Валенсію», а також національну збірну Болгарії, у складі якої був учасником чемпіонату світу та Європи.

## Клубна кар'єра
Вихованець софійського ЦСКА. Дебютував за клуб у 18 років. У той час в ЦСКА зібралася ціла плеяда молодих футболістів, з іменами яких були пов'язані успіхи збірної Болгарії в 90-х — Трифон Іванов, Еміл Костадінов і Христо Стоїчков, в майбутньому визнаний кращим болгарським футболістом. З таким складом софійці практично не мали рівних ані у національному чемпіонаті (1987, 1989), ані в Кубку Болгарії (1987, 1988, 1989). У 1988 році Пенев був визнаний футболістом року в Болгарії.
1989 року Пенев змінив болгарський чемпіонат на іспанський, перейшовши в «Валенсію». За «кажанів» він провів 226 матчів, в яких забив 101 м'яч протягом шести сезонів своєї ігрової кар'єри.[джерело?] Більшість часу, проведеного у складі «Валенсії», був основним гравцем атакувальної ланки команди і одним з головних бомбардирів команди, маючи середню результативність на рівні 0,4 голу за гру першості.
Після «Валенсії» Пенев один сезон 1995/96 грав за «Атлетіко Мадрид», у складі якого виграв «золотий дубль» — чемпіонат і кубок Іспанії, потім перейшов у «Компостелу», де провів два сезони. Влітку 1998 року, після вильоту «Компостели» з Ла Ліги, Пенев перейшов у «Сельту». У сезоні 1998/99 ця команда займала перші позиції в лізі протягом частини сезону і врешті-решт закінчила турнір на п'ятому місці. У Кубку УЄФА пройшовши серед інших «Ліверпуль» і «Астон Віллу», «Сельта» досягла чвертьфіналу, де поступилась майбутньому фіналісту турніру «Марселю». В кінці сезону «Сельта», поруч із «Мальоркою», була названа найбільшим відкриттям сезону іспанської ліги.
Після успішного сезону в Іспанії Пенев повернувся до болгарської ліги у 1999 році після того, як він переміг на виборах президента ЦСКА (Софії). Тому він на деякий час призупинив свою футбольну кар'єру. Спочатку клуб боровся з фінансовими проблемами, тому Пенев повинен був платити гравцям з власної кишені. У сезоні 2000/01 років він запросив до клубу свого друга Йордана Лечкова, а також найняв італійського тренера Енріко Катуцці, після чого сам став знову з'являтися на полі як капітан команди. Проте після слабкого сезону Катуцці покинув клуб, а через півроку, після конфлікту з новим тренером Луїджі Сімоні, команду покинув і сам Пенев.
На початку 2002 року поїхав догравати в пловдивський «Локомотив», де і закінчив кар'єру в кінці сезону. Всього за свою кар'єру Пенев зіграв 487 матчів, в яких забив 257 голів.

## Виступи за збірні
1985 року залучався до складу молодіжної збірної Болгарії.
1987 року дебютував в офіційних матчах у складі національної збірної Болгарії. Навесні 1994 року під час одного з тренувань він отримав м'ячем у промежину, і біль був настільки серйозним, що Пенев повинен був звернутись за медичною допомогою клубу. Обстеження виявили рак в лівому яєчку. Завдяки швидкому втручанню лікарів та тривалій хіміотерапії він, нарешті, відновився. Хоча дядько Димитар Пенев, який у той час був тренером національної збірної Болгарії, переконував Любослава поїхати на чемпіонат світу 1994 року, проте футболіст відмовився, пояснивши, що він ще не відчуває себе сильним. На турнірі його співвітчизники досягли півфіналу, і це є найкращим результатом в болгарській історії.

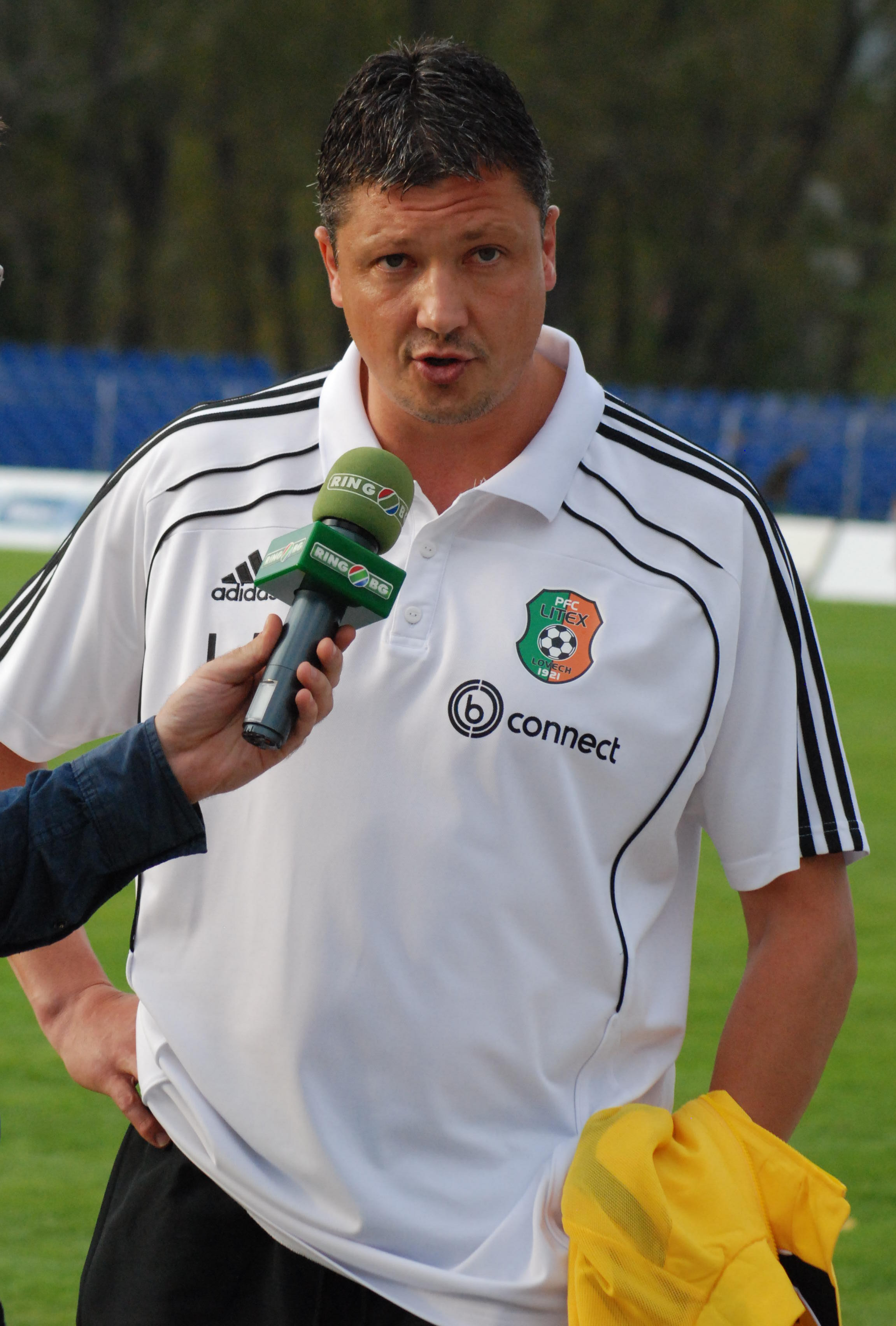
Любослав Пенев під час роботи з «Літексом». 2010 рік.

Натомість у складі збірної Любослав був учасником чемпіонату Європи 1996 року в Англії та чемпіонату світу 1998 року у Франції, на яких болгари не зуміли вийти з групи. Протягом кар'єри у національній команді, яка тривала 12 років, провів у формі головної команди країни 62 матчі, забивши 13 голів.

## Кар'єра тренера
Тренерська кар'єра Любослава Пенева розпочалася в середині серпня 2008 року, коли він був призначений помічником Пламена Маркова в збірній, де Любо залишався до звільнення Маркова на початку 2009 року.
5 березня 2009 року змінив свого дядька Димитара Пенева на посаді головного тренера софійського ЦСКА. Під керівництвом Любослава болгарський клуб зумів вийти в груповий етап Ліги Європи. Там столичний клуб зайняв останнє місце, здобувши лише одне очко, після чого Пенев був відправлений у відставку у січні 2010 року. Ще до моменту відходу Пенев вже подавав заяву про відставку, проте вона не була прийнята.
Незабаром Пенев повернувся до роботи, очоливши 2 вересня 2010 року «Літекс». Вже в першому сезоні Любослав привів команду до перемоги в чемпіонаті країни. Завдяки показаним результатами Пенев отримав призначення в збірну Болгарії. Незважаючи на невдачу в відборі до чемпіонату світу 2014 року, контракт з тренером був продовжений ще на 2 роки.
6 червня 2014 року Пенев, не припиняючи роботу в збірній, прийняв пловдивський клуб «Ботев», заявляючи, що суміщення посад не зашкодить його роботі в національній команді. Тим не менш лише через місяць, 7 липня 2014 року, Пенев вирішив покинути клуб через фінансові проблеми «Ботева», а 20 листопада 2014 року Пенев був звільнений і з посади головного тренера збірної Болгарії після нічиї з Мальтою (1:1), оскільки у відбірковому циклі до чемпіонату Європи 2016 року болгари набрали лише чотири очки в чотирьох матчах і посідали четверте місце в групі H.
29 квітня 2015 року повернувся в софійський ЦСКА у ролі нового головного тренера. Здобувши лише одну перемогу в усіх зіграних ігріх, 31 травня 2015 року Любослав Пенев залишив армійський клуб.
22 січня 2016 року Любослав знову очолив «Літекс», який цього разу через фінансові проблеми грав у аматорському чемпіонаті. Пенев допоміг команді виграти свою групу і вийти до другого за рівним дивізіону країни, після чого 6 червня 2016 року покинув клуб.
17 липня 2017 року очолив резервну команду «Валенсії», уклавши контракт на один год.

## Титули і досягнення

### Командні
Гравець
- Чемпіон Болгарії (2):

ЦСКА (Софія): 1986–87, 1988–89
- Володар Кубка Болгарії (4):

ЦСКА (Софія): 1984–85, 1986–87, 1987–88, 1988–89
- Володар Суперкубка Болгарії (1):

ЦСКА (Софія): 1989
- Чемпіон Іспанії (1):

«Атлетіко Мадрид»: 1995–96
- Володар Кубка Іспанії (1):

«Атлетіко Мадрид»: 1995–96
Тренер
- Володар Кубка Болгарії (1):

ЦСКА (Софія): 2020–21

### Особисті
- Футболіст року в Болгарії: 1988